# Chintami Atmanegara
Chintami Atmanegara (nacida en Bonn, Alemania, el 14 de junio de 1962,) es una cantante, actriz, modelo y reproductora de películas y telenovelas de Indonesia.
Comenzó su carrera artística actuando en una película titulada "A mi lado" (1979), interpretando a  Burnama Jopie como su personaje principal. Su imagen es adornada con calendarios y una variedad de productos publicitarios.
También tiene una hermana que es actriz, el nacimiento de un disco junto a su álbum Love JK fue publicado en 1982. Otro álbum fue la canción de Heart (1992), a través de esta canción ganó el premio como la mejor artista de interpretación Video Music de Indonesia en 1994.

## Álbumes
- Cintaku Cintamu (1982)
- Duri Dalam Dada (1983)
- Sayangi Daku (1986)
- Dari Ujung Rambut Ke Ujung Hati (1989)
- Nyanyian Hati (1992)
- Biar Sepi Bernyanyi (1996)
- Pop Kreatif
- Álbum Nostalgia
- Bintang Dan Bintang (2002)

## Películas
- Tempatmu di Sisiku - (1979)
- Lembah Duka - (1980)
- Putri Seorang Jendral - (1981)
- Pak Sakerah - (1982)
- Kartini - (1982)
- Chips - (1982)
- Damarwulan-Minakjinggo - (1983)
- Cinta Kembar - (1984)
- Kenikmatan - (1984)
- Titik-Titik Noda - (1984)
- Pengabdian - (1984)
- Bibir-Bibir Bergincu - (1984)
- Serpihan Mutiara Retak - (1984)
- Gantian Dong - (1985)
- Sama Juga Bohong - (1986)
- Ranjang Setan - (1986)
- Sama-Sama Enak - (1987)
- Akibat Kanker Payudara - (1987)
- Penginapan Bu Broto - (1987)
- Plin-Plan - (1992)
- Rumah Pondok Indah - (2006)
- Otomatis Romantis - (2008)

## Sinetron
- Permata Hati
- Selalu Untuk Selamanya
- Keluarga Miring
- Jembatan Emas
- Lobi-lobi
- Kupu-Kupu Kertas
- Wanita Kedua
- Hidayah
- Anak Mami Jatuh Cinta
- Sketsa Cinta (FTV)
- Namaku Safina
- Roman Picisan

## Publicidades
- Cosmos
- Fuji Film
- Hazeline Snow
- Cairan Mama Lemon
- Ultrasyn
- Mie Chintami

## Presentaciones
- Klasik & Hit's (2000-2001) (ANTV)

## Reconocimiento
- Artis Interpretasi Terbaik pada Video Musik Indonesia (Mejor Artista de Interpretación Video Music de Indonesia) 1994.